# Saint-Marcel-d'Urfé
Saint-Marcel-d'Urfé és un municipi francès situat al departament del Loira i a la regió d'Alvèrnia-Roine-Alps. L'any 2007 tenia 299 habitants.

## Demografia

### Població
El 2007 la població de fet de Saint-Marcel-d'Urfé era de 299 persones. Hi havia 124 famílies de les quals 44 eren unipersonals (24 homes vivint sols i 20 dones vivint soles), 44 parelles sense fills i 36 parelles amb fills.
La població ha evolucionat segons el següent gràfic:
Habitants censats

### Habitatges
El 2007 hi havia 193 habitatges, 128 eren l'habitatge principal de la família, 40 eren segones residències i 25 estaven desocupats. 187 eren cases i 6 eren apartaments. Dels 128 habitatges principals, 98 estaven ocupats pels seus propietaris, 18 estaven llogats i ocupats pels llogaters i 12 estaven cedits a títol gratuït; 10 tenien dues cambres, 17 en tenien tres, 32 en tenien quatre i 69 en tenien cinc o més. 109 habitatges disposaven pel capbaix d'una plaça de pàrquing. A 58 habitatges hi havia un automòbil i a 55 n'hi havia dos o més.

### Piràmide de població
La piràmide de població per edats i sexe el 2009 era:
| Homes | Edats   | Dones |
| ----- | ------- | ----- |
| 0     | 95 o +  | 4     |
| 0     | 90 a 94 | 0     |
| 0     | 85 a 89 | 0     |
| 4     | 80 a 84 | 0     |
| 4     | 75 a 79 | 8     |
| 12    | 70 a 74 | 16    |
| 16    | 65 a 69 | 4     |
| 4     | 60 a 64 | 12    |
| 12    | 55 a 59 | 12    |
| 0     | 50 a 54 | 8     |
| 8     | 45 a 49 | 4     |
| 16    | 40 a 44 | 8     |
| 4     | 35 a 39 | 0     |
| 4     | 30 a 34 | 8     |
| 12    | 25 a 29 | 16    |
| 8     | 20 a 24 | 4     |
| 4     | 15 a 19 | 8     |
| 8     | 10 a 14 | 4     |
| 4     | 5 a 9   | 8     |
| 12    | 0 a 4   | 4     |

## Economia
El 2007 la població en edat de treballar era de 174 persones, 129 eren actives i 45 eren inactives. De les 129 persones actives 120 estaven ocupades (65 homes i 55 dones) i 9 estaven aturades (2 homes i 7 dones). De les 45 persones inactives 22 estaven jubilades, 13 estaven estudiant i 10 estaven classificades com a «altres inactius».

### Ingressos
El 2009 a Saint-Marcel-d'Urfé hi havia 118 unitats fiscals que integraven 280 persones, la mediana anual d'ingressos fiscals per persona era de 14.300 €.

### Activitats econòmiques
Dels 7 establiments que hi havia el 2007, 1 era d'una empresa de fabricació d'altres productes industrials, 2 d'empreses de construcció, 2 d'empreses d'hostatgeria i restauració, 1 d'una empresa immobiliària i 1 d'una empresa de serveis.
L'únic servei als particulars que hi havia el 2009 era un paleta.
L'any 2000 a Saint-Marcel-d'Urfé hi havia 25 explotacions agrícoles que ocupaven un total de 648 hectàrees.

## Poblacions més properes
El següent diagrama mostra les poblacions més properes.